# 格萊普尼爾
格萊普尼爾，Gleipnir。是在北歐神話中出現的鎖鏈，其鎖鏈是北歐諸神為了要綑住魔狼芬里爾所製造出來的。其名意為「糾纏者」或「欺詐者」，亦有譯成「縛狼鎖」和「荒謬之鎖」。

## 格萊普尼爾之鎖鏈的製作過程
格萊普尼爾是北歐諸神為了要綑住魔狼芬里爾於第三次所製造出來的鐵製繩索。在此之前被芬里爾給扯斷的有雷錠（Laeding）之鐵鏈和德洛米（Dromi）之鐵鏈。諸神在連續綑住魔狼失敗兩次之下，祂們請求弗雷的信使史基尼爾（Skirnir）去找侏儒幫忙製造出的最堅固的繩索，其鎖鏈的材料分別有：
- 貓的腳步聲 (The sound of a cat's footfall)
- 女人的鬍子 (The beard of a woman)
- 山的根 (The roots of a mountain)
- 熊的肌腱 (The sinews of a bear)
- 魚的呼吸 (The breath of a fish)
- 鳥的唾液 (The spittle of a bird)

由於這些料被用掉，所以在現今從此就不存在這上述的這些東西。
雖然格萊普尼爾之鎖鏈的外觀比繩索還要細也比絲線還要光滑，但具有強大的魔力是人和事物都無法輕易掙脫掉，儘管諸神用格萊普尼爾之鎖鏈成功綑住芬里爾，但是芬里爾在格萊普尼爾之鎖鏈的魔力在諸神的黃昏之戰中失效之下當場將其鎖鏈給扯斷。

## 大眾文化
- 獵獸神兵中，動畫中凱因提及製造擬神兵的創始者艾琳是掌控與解放漢克作為他真實擬神兵型態「百獸之王 弒神之魔狼 芬里爾」的「格萊普尼爾（縛狼鎖）之「聖女」的關鍵人物，而夏爾可能為下任的「格萊普尼爾（縛狼鎖）之「聖女」，漫畫版中只有提及艾琳與夏爾為「聖女」。
- 皇牌空战X 诡影苍穹中，有一台空中舰艇的名字叫做「缚狼索」